# Farní sbor Českobratrské církve evangelické v Rané u Hlinska
Farní sbor Českobratrské církve evangelické v Rané u Hlinska je sborem Českobratrské církve evangelické v Rané u Hlinska. Sbor spadá pod poličský seniorát.
Farářkou sboru je Naděje Čejková, kurátorkou sboru je Jana Černá.

## Faráři sboru
- Zbyněk Laštovka (1943–1945)
- Naděje Čejková (1993–1995)
- Marta Sedláčková (2005–2015)
- Naděje Čejková (2023–)